# سلايوديانكا
سلايوديانكا (بالروسية: Слюдянка) هي إحدى مدن روسيا في الكيان الفدرالي الروسي إركوتسك أوبلاست.